# 多代什蒂鄉
46°21′N 27°53′E / 46.350°N 27.883°E
多代什蒂鄉（羅馬尼亞語：Comuna Dodești, Vaslui），是羅馬尼亞的鄉份，位於該國東北部，由瓦斯盧伊縣負責管轄，面積30平方公里，海拔高度149米。

## 人口
多代什蒂鄉的民族組成
根據 2021 年進行的人口普查，多代什蒂鄉的人口為 1,544 人，低於 2011 年上一次人口普查的 1,724 名居民。大多數居民是羅馬尼亞人（94.37%），5.63%的居民種族未知。從信仰的角度來看，大多數居民是東正教徒（93.33%），5.76%的居民信仰信仰未知。
多代什蒂鄉的信仰組成